# 12391 Ecoadachi
12391 Ecoadachi eller 1994 WE2 är en asteroid i huvudbältet som upptäcktes den 26 november 1994 av de båda japanska astronomerna Kazuro Watanabe och Kin Endate vid Kitami-observatoriet. Den är uppkallad efter stadsdelen Adachi i Tokyo.
Asteroiden har en diameter på ungefär 9 kilometer.